# Rebelde (serie de televisión)
Rebelde (estilizado como REBƎLDE) es una serie de televisión web de drama juvenil mexicana dirigida por Santiago Limón. La serie es una continuación de la telenovela mexicana Rebelde (2004-2006), que a su vez fue una adaptación de la serie argentina Rebelde Way (2002-2003).
La serie fue estrenada el 5 de enero de 2022 en Netflix. El 9 de enero de 2022, durante un evento virtual, la serie fue renovada para una segunda temporada, la cual fue estrenada el 27 de julio del 2022.
En mayo de 2023, se anunció la cancelación de la serie tras dos temporadas.

## Sinopsis
Otra generación de jóvenes estudiantes llega a la Elite Way School (EWS), ubicada en la Ciudad de México, para cumplir sus sueños musicales, pero primero tendrán que enfrentarse a un enemigo familiar: la Logia, una sociedad secreta.

## Reparto

### Principales
- Azul Guaita[14] como Jana Cohen Gandía
- Franco Masini[14] como Luka Colucci
- Sérgio Mayer Mori[14] como Esteban Torres / Esteban Colucci
- Andrea Chaparro[14] como María José «M.J» Sevilla
- Jerónimo Cantillo[14] como Guillermo «Dixon» Álvarez
- Lizeth Selene[14] como Andrea «Andi» Agosti
- Giovanna Grigio[14] como Emilia Alo
- Alejandro Puente[14] como Sebastián «Sebas» Langarica
- Saak[14] como Oscar Cabarga Negrete «Okane» (temporada 2)

### Secundarios
- Estefanía Villarreal como Celina Ferrer Mitre, la directora del EWS.[15]
- Karla Cossío como Pilar Gandía, la madre de Jana.[16]
- Leonardo de Lozanne como Marcelo Colucci, el padre de Luka y Esteban.[17]
- Karla Sofía Gascón como Lourdes Buendía[17]
- Pamela Almanza[18] como Anita
- Dominika Paleta[18] como Marina Funtanet, madre de Sebas.
- Flavio Medina[19] como Gus Bauman. (temporada 2)
- Mariane Cartas como Ilse. (temporada 2)
- Alaíde como Laura.
- Sandra Beltrán como Sandra

## Episodios

### Temporada 1 (2022)
| N.º | Título               | Fecha de lanzamiento original |
| --- | -------------------- | ----------------------------- |
| 1   | «Bienvenides todes»  | 5 de enero de 2022            |
| 2   | «Audiciones»         | 5 de enero de 2022            |
| 3   | «Va a caer»          | 5 de enero de 2022            |
| 4   | «Simulacro»          | 5 de enero de 2022            |
| 5   | «La primera vez»     | 5 de enero de 2022            |
| 6   | «Sálvame»            | 5 de enero de 2022            |
| 7   | «Hasta que amanezca» | 5 de enero de 2022            |
| 8   | «La gran final»      | 5 de enero de 2022            |

### Temporada 2 (2022)
| N.º | Título                   | Fecha de lanzamiento original |
| --- | ------------------------ | ----------------------------- |
| 1   | «Back to school»         | 27 de julio de 2022           |
| 2   | «Ser o parecer»          | 27 de julio de 2022           |
| 3   | «Let's duet!»            | 27 de julio de 2022           |
| 4   | «Viral»                  | 27 de julio de 2022           |
| 5   | «El show debe continuar» | 27 de julio de 2022           |
| 6   | «Vuelta al sol»          | 27 de julio de 2022           |
| 7   | «Y.O.L.O.»               | 27 de julio de 2022           |
| 8   | «Otro día que va»        | 27 de julio de 2022           |

## Producción

### Desarrollo
El 1 de marzo de 2021 Netflix confirmó, por medio de un comunicado de prensa, el inicio de la producción de la nueva serie "Rebelde".

### Rodaje
El rodaje de la serie comenzó en marzo del mismo año en México, especialmente en la Ciudad de México.

### Promoción
El 22 de septiembre de 2021, Netflix reveló la primera foto oficial de los nuevos alumnos y uniformes. El 25 de septiembre de 2021, Netflix lanzó el primer «teaser» de la serie durante el evento TUDUM mostrando al elenco cantando una de las canciones homónimas de la banda. El 9 de noviembre de 2021, Netflix lanzó el primer avance de la serie. El 7 de diciembre se lanzó el tráiler de la serie.

## Banda sonora
Rebelde la Serie (Official Soundtrack) es la primera banda sonora de la serie homónima, lanzada el 5 de enero de 2022 por Marina Music y Sony Music Entertainment México el mismo día del lanzamiento de la serie web en Netflix, e incluye las canciones interpretadas por Azul Guaita, Franco Masini, Sergio Mayer Mori, Andrea Chaparro, Jerónimo Cantillo, Lizeth Selene, Giovanna Grigio y Alejandro Puente.
En esta se reversionaron canciones de RBD, José José, Danny Ocean, Zoé, Jesse y Joy, Britney Spears, Selena y Beret. Las canciones «Pensando en ti», «Este sentimiento», «Volver a mí» y «No soy» son las únicas canciones inéditas, hechas originalmente para la serie.

### Lista de canciones
| N.º | Título                     | Artist(s) | Duración |  |
| 1.  | «Rebelde»                  | Azul Guaita, Sergio Mayer Mori, Andrea Chaparro, Jeronimo Cantillo, Franco Masini, Alejandro Puente, Giovanna Grigio | 3:07     |  |
| 2.  | «Pensando en ti»           | Rebelde la Serie, Andrea Chaparro, Jeronimo Cantillo                                                                 | 3:09     |  |
| 3.  | «Me rehúso»                | Rebelde la Serie, Andrea Chaparro                                                                                    | 2:54     |  |
| 4.  | «Baby one more time»       | Rebelde la Serie, Giovanna Grigio, Alejandro Puente                                                                  | 3:28     |  |
| 5.  | «Este Sentimiento»         | Rebelde la Serie, Azul Guaita                                                                                        | 4:02     |  |
| 6.  | «Lo que no fue no será»    | Rebelde la Serie, Franco Masini                                                                                      | 3:22     |  |
| 7.  | «¡Corre!»                  | Rebelde la Serie, Azul Guaita, Alejandro Puente                                                                      | 4:30     |  |
| 8.  | «Si una vez»               | Rebelde la Serie, Andrea Chaparro, Jeronimo Cantillo                                                                 | 2:33     |  |
| 9.  | «Sálvame»                  | Azul Guaita, Andrea Chaparro, Selene, Sergio Mayer Mori, Franco Masini, Jeronimo Cantillo                            | 3:18     |  |
| 10. | «Volver a mí»              | Rebelde la Serie, Sergio Mayer Mori                                                                                  | 3:30     |  |
| 11. | «Love»                     | Rebelde la Serie, Alaíde, Fernando Sujo                                                                              | 2:45     |  |
| 12. | «No soy»                   | Rebelde la Serie, Azul Guaita                                                                                        | 3:17     |  |
| 13. | «Sólo quédate en silencio» | Rebelde la Serie, Giovanna Grigio, Alejandro Puente                                                                  | 3:22     |  |
| 14. | «Lo siento»                | Rebelde la Serie, Andrea Chaparro, Alejandro Puente                                                                  | 2:50     |  |
| 15. | «Sálvame [Balada]»         | Azul Guaita, Andrea Chaparro, Selene, Sergio Mayer Mori, Franco Masini, Jeronimo Cantillo                            | 3:37     |  |